# Pere Torres Torres
Pere Torres Torres, també conegut com a Casetes (Eivissa, 1952) és un polític eivissenc, senador per Eivissa en la IX legislatura.
Ha treballat com a director d'una oficina internacional d'una entitat financera. És un dels fundadors de la Plataforma Antiautopistes, ja que va ser un dels expropiats de l'autovia de l'aeroport. Fou escollit senador per Eivissa-Formentera com independent dins el PSIB-PSOE a les eleccions generals espanyoles de 2008, Fou membre titular de la Diputació Permanent Senat i durant uns mesos de 2010 portaveu del grup parlamentari mixt, però renuncià el març de 2011 i fou substituït per Margalida Font Aguiló.